# Lars Henriksen
Lars Oskan-Henriksen (født 23. december 1970 i Holstebro), også omtalt som Lars Henriksen,
er en dansk foredragsholder, forfatter, politiker, aktivist og forperson.
Henriksen var forperson for Copenhagen Pride og Brancheforeningen for Oplevelsesproducenter samt folketingskandidat for Frie Grønne.
Med Chantal Al Arab udgav han i 2021 bogen Bøssernes danmarkshistorie 1900-2020.
Ved Folketingsvalget 2022 var Henriksen opstillet i Nordsjællands Storkreds.
Flere af Henriksens taler er tilgængelige fra Danske Taler. 
Hans foredragsvirksomhed er organiseret under Tajmer. Lars Henriksen er kendt for sit store overskæg og farverige tøj.